# Kei Cozzolino

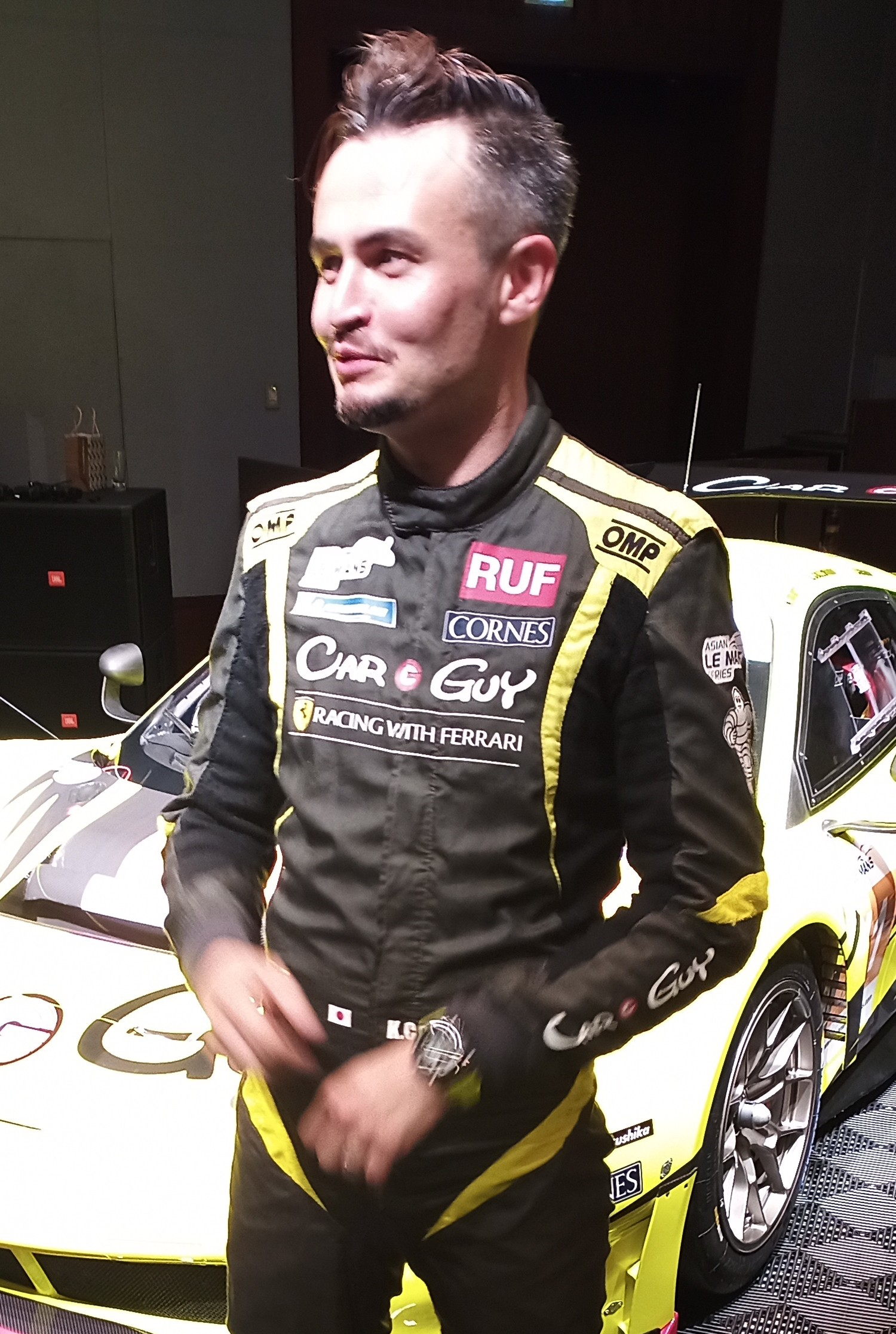
Kei Cozzolino

Kei Francesco Cozzolino (* 9. November 1987 in Ichigaya, Japan) ist ein italienisch-japanischer Autorennfahrer.

## Karriere
Cozzolino wurde in Japan geboren und wuchs in Japan auf. Er machte seine ersten Motorsport-Erfahrungen 1999 im japanischen Kartsport. 2007 wechselte er in den Formelsport. Er startete in der japanischen Formel Challenge und wurde mit einem Sieg Gesamtneunter. 2008 wechselte Cozzolino in die japanische Formel-3-Meisterschaft. Er erzielte vier Podest-Platzierungen und schloss die Saison auf dem sechsten Meisterschaftsplatz ab. 2009 blieb Cozzolino in der japanischen Formel-3-Meisterschaft. Mit einem Sieg und insgesamt sechs Podest-Platzierungen erreichte er den vierten Platz der Fahrerwertung. 2010 wechselte Cozzolino in die Formel Nippon und erhielt ein Cockpit beim Team LeMans. Mit einem vierten Platz als bestes Resultat beendete er die Saison auf dem zehnten Platz der Fahrerwertung. Beim nicht zur Meisterschaft zählenden Fuji Sprint Cup erzielte er die Pole-Position.
Nach einer fast zweijährigen Pause kehrte Cozzolino Ende 2012 in den Motorsport zurück und debütierte im Tourenwagensport. Für ROAL Motorsport nahm er am Saisonfinale der Tourenwagen-Weltmeisterschaft (WTCC) auf dem Guia Circuit teil. Er ersetzte dabei seinen Landsmann Alberto Cerqui.

## Statistik

### Karrierestationen
- 2007: Japanische Formel Challenge (Platz 9)
- 2008: Japanische Formel 3 (Platz 6)
- 2009: Japanische Formel 3 (Platz 4)
- 2010: Formel Nippon (Platz 10)
- 2012: WTCC

### Le-Mans-Ergebnisse
| Jahr | Team           | Fahrzeug            | Teamkollege       | Teamkollege    | Platzierung | Ausfallgrund |
| ---- | -------------- | ------------------- | ----------------- | -------------- | ----------- | ------------ |
| 2019 | Car Guy Racing | Ferrari 488 GTE     | Takeshi Kimura    | Côme Ledogar   | Rang 35     |              |
| 2020 | MR Racing      | Ferrari 488 GTE Evo | Takeshi Kimura    | Vincent Abril  | Ausfall     | Aufhängung   |
| 2023 | Kessel Racing  | Ferrari 488 GTE Evo | Yorikatsu Tsujiko | Naoki Yokomizo | Rang 38     |              |

### Einzelergebnisse in der FIA-Langstrecken-Weltmeisterschaft
| Saison  | Team                   | Rennwagen       | 1   | 2   | 3   | 4   | 5   | 6   | 7   | 8   |
| ------- | ---------------------- | --------------- | --- | --- | --- | --- | --- | --- | --- | --- |
| 2018/19 | Car Guy Racing         | Ferrari 488 GTE | SPA | LEM | SIL | FUJ | SHA | SEB | SPA | LEM |
| 2018/19 | Car Guy Racing         | Ferrari 488 GTE |     |     |     |     | 35  |     |     |     |
| 2019/20 | MR Racing              | Ferrari 488 GTE | SIL | FUJ | SHA | BAH | AUS | SPA | LEM | BAH |
| 2019/20 | MR Racing              | Ferrari 488 GTE | 35  | 22  | 25  | 25  | 29  |     | DNF | 23  |
| 2023    | Kessel Racing AF Corse | Ferrari 488 GTE | SEB | POR | SPA | LEM | MON | FUJ | BAH |     |
| 2023    | Kessel Racing AF Corse | Ferrari 488 GTE |     |     |     | 38  | DNF | 34  | 32  |     |